# Heinrich Stöhr
Heinrich „Heiner“ Stöhr (* 12. September 1904 in Weißenburg in Bayern; † 9. Dezember 1958 in Treuchtlingen) war ein deutscher Politiker der SPD und Häftlingspfleger im KZ Dachau.

## Leben
Stöhr, evangelisch, war verheiratet mit Else, geborene Schultheiss.
Mit dem 18. Lebensjahr trat Stöhr in die SPD ein und wurde als SPD-Funktionär im April 1934 verhaftet. „Ich war Sozialist, ich bin Sozialist und ich werde es bleiben.“ Diese mutigen Worte, die Stöhr vor dem Oberlandesgericht München sprach, brachten ihm rund zehn Jahre Zuchthaus und Konzentrationslager ein. Im Jahr 1940 wurde er ins KZ Dachau eingeliefert. Ab 1941 war er dort Oberpfleger auf der Phlegmone-Abteilung. Er setzte in seiner Abteilung bessere Bedingungen durch und rettete unter Einsatz seines Lebens viele Häftlinge verschiedener Nationalitäten („Engel von Dachau“).
Stöhr, der kurz vor Kriegsende von einem SS-Arzt aus dem Lager geschmuggelt wurde, widmete sich nach der Rückkehr nach Weißenburg mit voller Kraft dem Wiederaufbau von SPD und Staat.
Während der Nürnberger Prozesse war Stöhr im Dezember 1946 Zeuge der Anklage im Ärzteprozess.
Stöhr war Mitglied der Verfassunggebenden Landesversammlung und des 1. bayerischen Landtags als Abgeordneter des Wahlkreises Mittelfranken und wurde jeweils in den Jahren 1950, 1954 und 1958 wiedergewählt.
Nach seiner Wiederwahl im Jahr 1958 war er auf dem Weg zur Landtagseröffnung am Treuchtlinger Bahnhof zusammengebrochen. „Ich habe im letzten halben Jahr zu viel gearbeitet“ waren seine letzten Worte. Er verstarb unerwartet am 9. Dezember 1958 an den Folgen eines Herzinfarktes.
Bei der Einäscherung in Nürnberg würdigte der SPD-Landesvorsitzende und Widerstandskämpfer Waldemar von Knoeringen seinen Stellvertreter: „Es war seine Partei, er hat mit ihr die tiefste Erniedrigung und den Wiederaufstieg mitgemacht und er blieb immer der gute Mensch im Dienste seiner Mitmenschen.“